# Oslo
För andra betydelser, se Oslo (olika betydelser).
Oslo (norskt uttal: [²uʂlu, eller ²uslu]), från 1624 till 1924 Christiania (också stavat Kristiania från 1877 till 1924), äldst Anslo/Ásló/Ósló, är Norges huvudstad och administrativt är Oslo kommun ett eget fylke, med drygt 716 000 invånare. Tätorten Oslo omfattar den sammanhängande bebyggelsen i och runt staden har över en miljon invånare,, medan hela storstadsområdet har drygt 1,5 miljoner.  I storstadsområdet ingår bland annat förortskommunerna Asker, Bærum, Nordre Follo, Lørenskog, Lillestrøm och Nesodden.
Staden grundades omkring år 1000 och blev huvudstad 1299. Efter en tredagarsbrand 1624 flyttades staden västerut och nyanlades under namnet Christiania, medan det ursprungliga Oslo behöll sitt namn som ett område utanför staden. Vid utvidgningen av staden 1859 införlivades förstaden Oslo i Kristiania.

## Historik

### Medeltiden
Huvudartikel: Medeltidsstaden
Oslo blev enligt Snorres kungasaga grundat cirka år 1048 av kung Harald Hårdråde. I slutet av århundradet blev Oslo biskopssäte. Nyare arkeologiska utgrävningar har påvisat kristna gravar från före år 1000. Kongsgården i Oslo uppfördes troligen på 1000-talet. Staden låg vid utloppet av floden Alna. Vad namnet Oslo kommer av är omstritt, men lo i Oslo betyder i alla fall slätt eller äng. Eftersom man förr i tiden skrev 'Ásló' skulle Os betyda ås eller gud som i asatron. Därmed skulle Oslo kunna betyda ungefär slätten vid åsen eller gudarnas slätt.
Oslos första domkyrka var Hallvardskatedralen, som uppfördes på 1100-talet i Medeltidsstaden. Biskoparna bodde först i Oslo bispeborg, senare efter reformationen indragen till Kronan och på 1600-talet Oslo ladegård, samt från mitten av 1500-talet i Oslo bispegård i omedelbart närhet av katedralen, som var ett maktcentrum i Oslo.

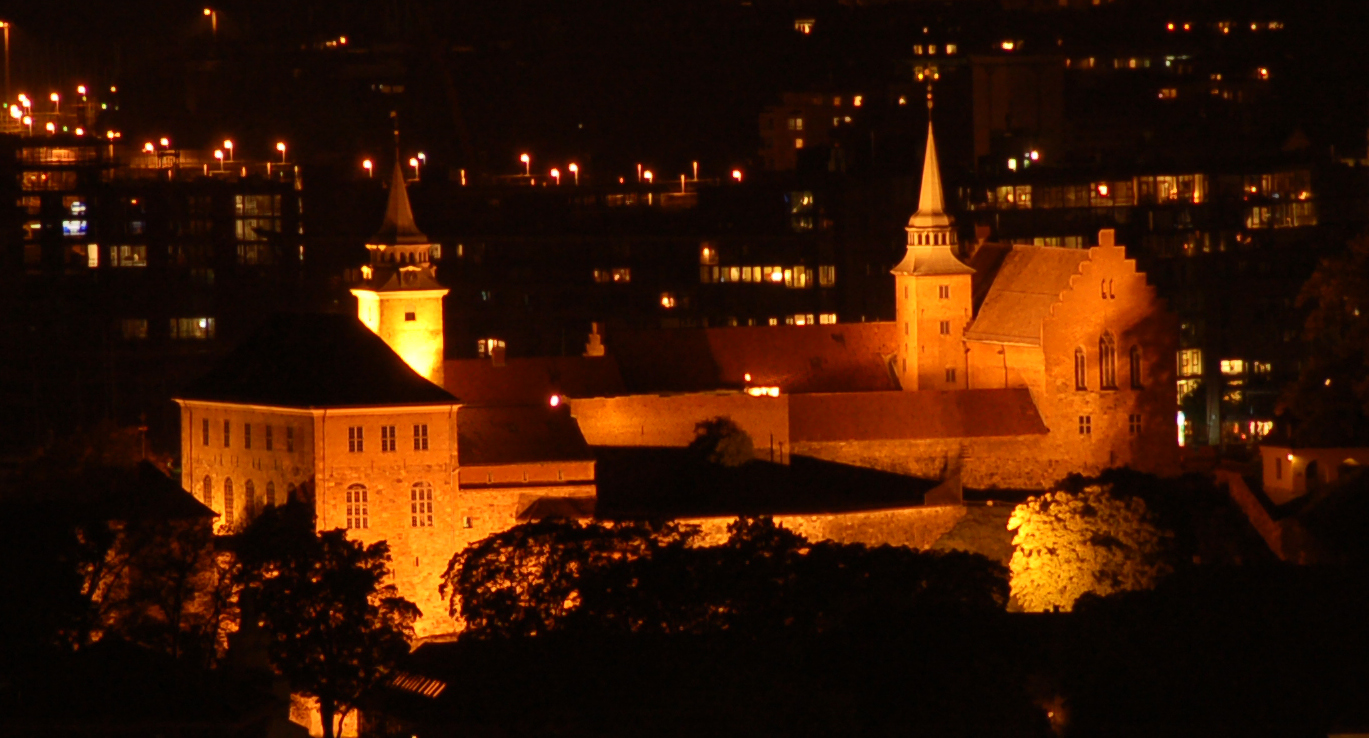
Akershus fästning

Oslo blev Norges huvudstad omkring år 1300 under Håkon Magnussons tid som kung. Han anlade Akershus fästning och gjorde den till sitt residens.  Under 1500-talet hämtade sig osloköpmännen från Hansans dominans, och sjöfart och trävaruhandel byggdes ut.

### Nya tiden
Under unionstiden med Danmark miste staden sin status som huvudstad och stagnerade ekonomiskt. Efter en stor ödeläggande brand år 1624 flyttades staden till den västra sidan av Bjørvika och byggdes av sten enligt krav från kung Kristian IV. Samtidigt bytte staden namn till Christiania (från 1877 stavat Kristiania).
Christiania blev åter huvudstad år 1814, då unionen med Danmark upplöstes. Svensk-norska unionen var en statsrättslig förening mellan kungarikena Sverige och Norge under perioden 1814–1905. Unionen uppstod ur Kielfreden den 14 januari 1814 och fälttåget mot Norge. Kriget resulterade i att unionen bildades genom att konventionen i Moss reviderades och godkändes som den norska grundlagen den 4 november 1814 och genom riksakten 1815. Unionen var en kompromiss mellan å ena sidan de norska självständighetssträvandena, uttryckta genom Eidsvollförfattningen, och å andra sidan Sveriges anspråk på Norge som en ersättning för det förlorade Finland. Norge hade ingen egen utrikespolitik utan denna sköttes av det svenska utrikesdepartementet i Stockholm. 
Den tidigaste stadskärnan låg kring utloppet av Alna. Efter 1624 flyttades staden västerut och låg nordväst om Akershus fästning. Senare har stadens centrum flyttat ytterligare västerut, med offentliga byggnader som Stortinget och Oslo slott längs med Karl Johans gates och med Oslo rådhus.
1800-talet var en tid med stor expansion för staden, och många offentliga byggnader byggdes. Många centrala stadsdelar byggdes ut i slutet av 1800-talet, när industrialismen fick folk att lämna landsbygden och ta sig till städerna. Stadsdelar som byggdes då är till exempel Grünerløkka  och Homansbyen. Mellan 1840 och 1900 tillkom den ekonomiska och sociala tvådelningen mellan östkant och västkant. Tillväxten fortsatte något långsammare under 1900-talet.
Kristiania bytte 1925 namn till Oslo efter beslut av Stortinget.

## Geografi

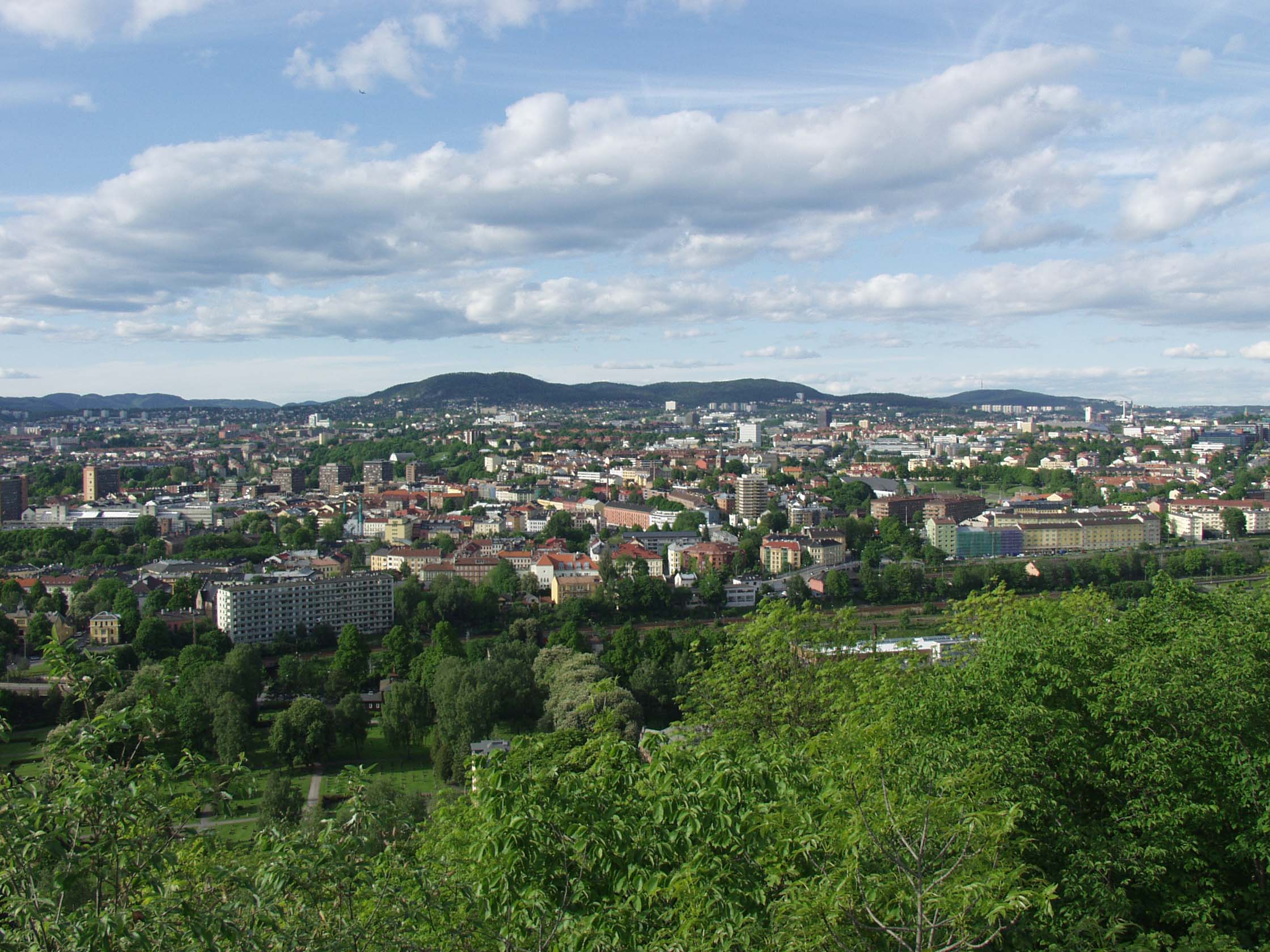
Vy över Oslo från Ekeberg

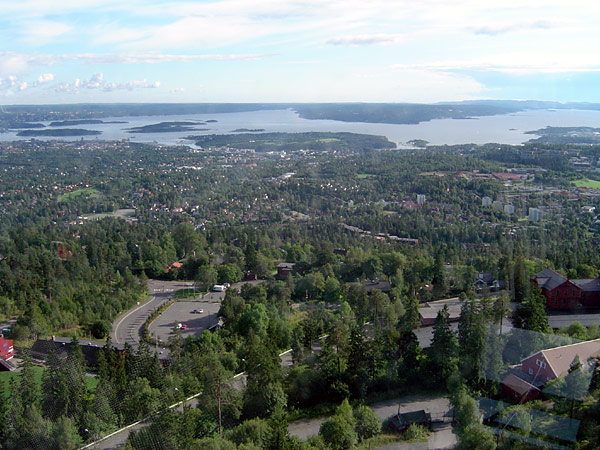
Vy över Oslo från Holmenkollen

Staden ligger längst in i Oslofjorden. Centrala Oslo omges av skogstäckta åsar i nordväst, norr, nordost och sydost, mest känt är det stora skogsområdet norr om staden, Nordmarka. Åsarna ger Oslo en vacker inramning och fina förutsättningar för skidåkning och annat friluftsliv. Ett antal öar i Oslofjorden ingår i kommunen, bland annat Hovedøya.
Oslo präglas av sina tre vattendrag som genom tiderna har hjälpt till att utveckla bosättning, lantbruk och industri:
- Lysakerelva utgör gräns mot Bærum i väster
- Akerselva rinner upp i Maridalsvannet i Nordmarka och rinner ut i Bjørvika. Traditionellt har Akerselven utgjort en gräns i såväl psykologisk, geografisk som socioekonomisk mening mellan stadens välmående västra delar och de fattigare östra delarna. Akerselven är cirka 10 kilometer och fallhöjden beräknas till 150 meter. Över älven leder 23 broar, av dessa är 14 vägbroar och resten är mindre övergångar för fotgängare och cyklister. Det finns 20-talet vattenfall. Akerselven var den enskilt viktigaste förutsättningen för stadens tidigaste industrialisering. På dess stränder etablerade sig vattenkraftsberoende industrier under 1800-talet som Nydalens Compagnie, Christiania Spigerverk, Bjølsen valsemølle och Hjula væveri. I det post-industriella Oslo fungerar områdena kring älven som park och rekreationsområde. Många av industribyggnaderna står kvar, ombyggda för en ny tids behov. Ett spektakulärt projekt var ombyggnaden från spannmålssilo till studentlägenheter vid området Kuba.
- Alnaelva (även Loelva) är stadens tredje och östligaste vattendrag och vid vars utlopp Medeltidsstaden grundades.

Grannkommunerna är i väst Bærum, i norr Ringerike, Lunner och Nittedal, i öst Lillestrøm och Lørenskog, och i söder Nordre Follo och Nesodden. Grannfylken är Akershus fylke och Buskeryd fylke.

## Styre och politik

### Politisk ledning
Kommunalråd i Oslo är från 2023 Erling Lae Solberg (Høyre) och borgmästare är Anne Lindboe (Høyre). De ingår i ett minoritetsstyre tillsammans med Venstre.

### Fylke
Oslo fylke är det enda norska fylket som endast består av en enda kommun. Oslo har ett parlamentariskt styresätt. 

### Stadsvapen
På Oslos stadsvapen avbildas stadens skyddshelgon Sankt Halvard sittande på en lejontron. I händerna håller han de tre pilar som dödade honom och kvarnstenen man försökte sänka honom med i samband med hans försök att rädda den kvinna som ligger vid hans fötter, oskyldigt anklagad för stöld. På det ursprungliga vapnet, som finns på ett vaxsigill från 1300-talet, är det istället en av förövarna som ligger under Halvard, ondskan trampad under fötterna av det goda
År 1632 ändrades vapnet, då man inte ville ha ett katolskt helgon som symbol för det protestantiska Christiania. Huvudpersonen byttes ut mot Fortuna, lyckans gudinna, med en soldat i rustning under sina fötter. På 1890-talet återtogs det medeltida sigillet som stadsvapen, varvid troligen den nedre figuren misstolkades och kom att föreställa den olyckliga kvinnan i stället för parets dråpare. Det nuvarande vapnets utformning är från 1924.

## Ekonomi och näringsliv

### Näringsliv

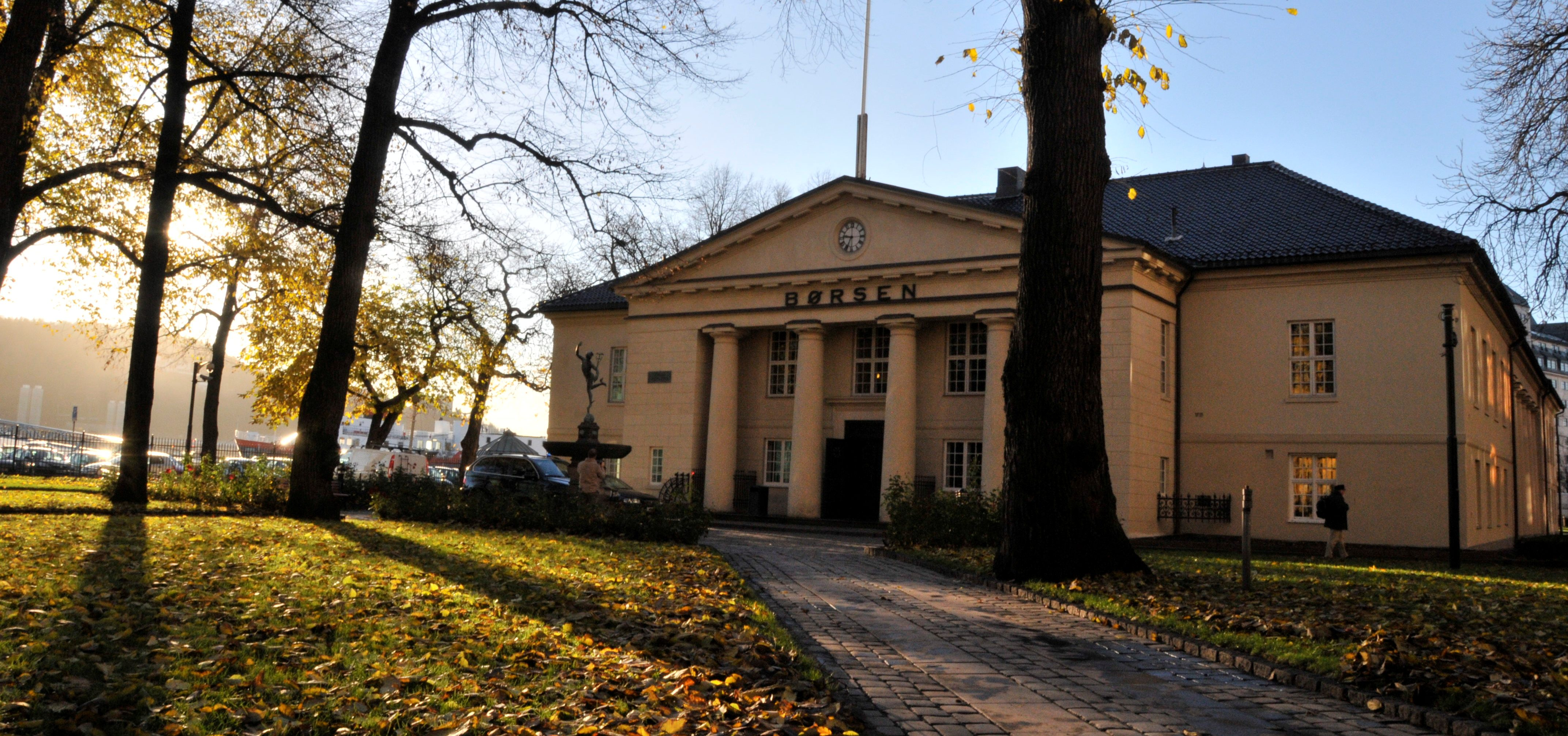
Oslobörsen

Oslo är administrationscentrum för privat och offentlig verksamhet i Norge. Näringslivet domineras av handels- och servicenäringar samt av ett betydande inslag av företag med kopplingar till energibranschen. De flesta av de tidigare industrierna som bland annat låg vid Aker Brygge, Akerselva och Alna är idag nedlagda.
Oslo bedömdes 2007 vara världens dyraste stad, med en prisnivå som var 32 procent högre än i New York.
Oslo Børs ligger också i staden, mittemellan Oslo Sentralstasjon och Akershus fästning.

## Infrastruktur

### Kommunikationer

#### Järnvägar

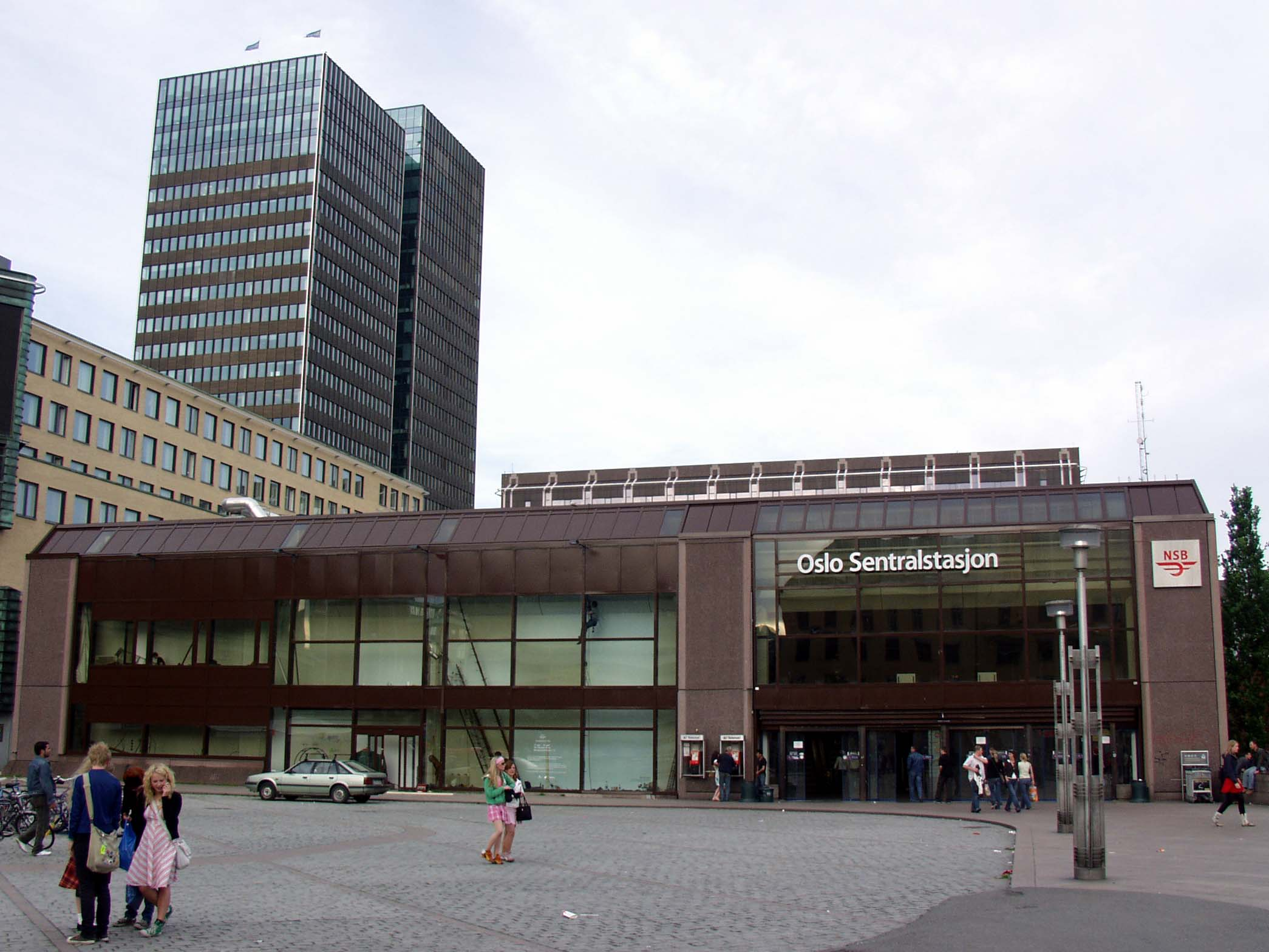
Centralstationen Oslo S

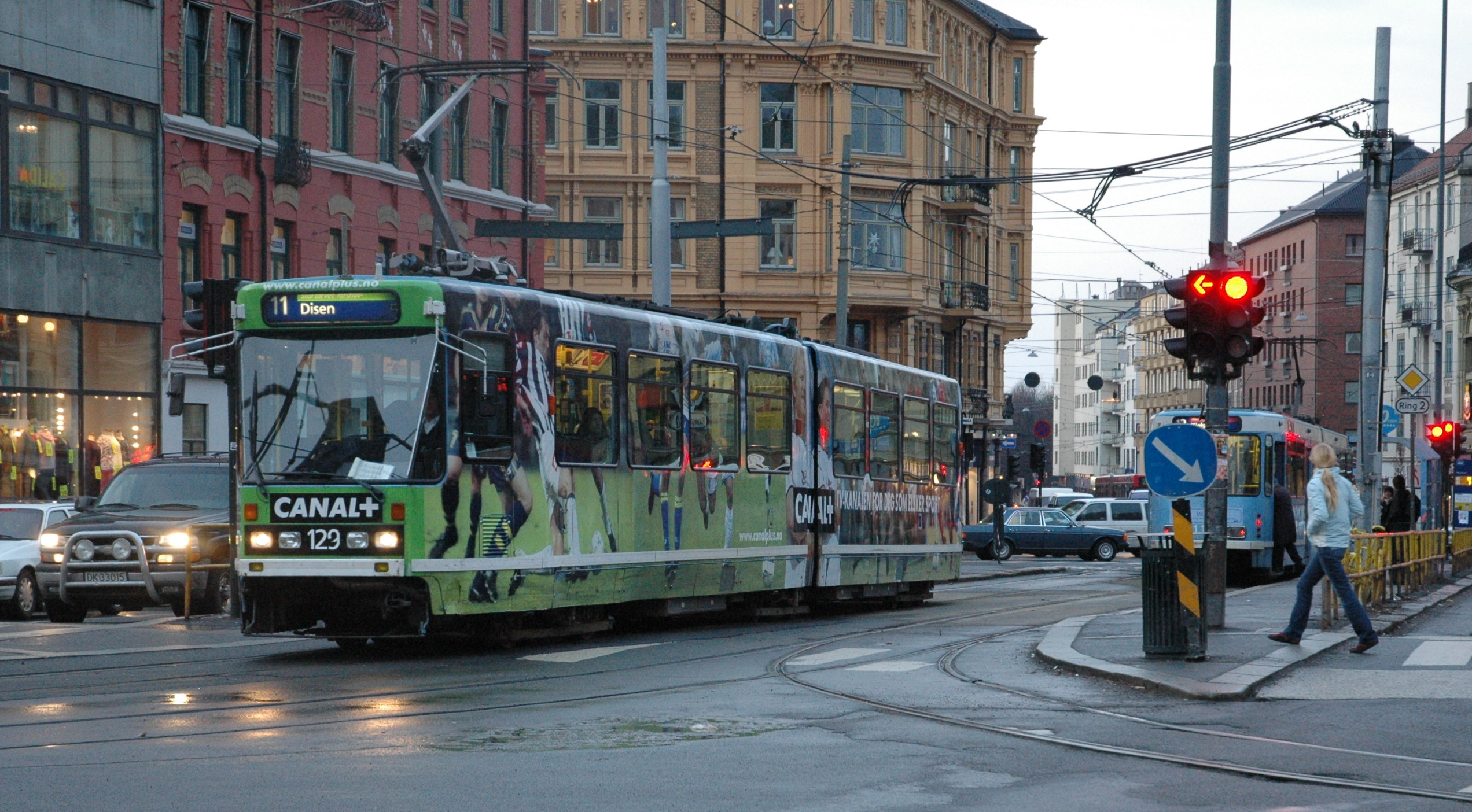
Spårvagn vid Majorstuen

Oslo är centrum för det norska järnvägsnätet. Under 1850-talet byggdes Norges, och Svensk-Norska unionens första järnväg från Christiania till Eidsvoll. Därefter har linjer till Stavanger, Bergen, Bodø och mot svenska gränsen vid Kongsvinger och Kornsjø tillkommit.
Oslo Sentralstasjon är Norges största järnvägsstation. Historiskt fanns två stationer: Østbanestasjonen (Oslo Ø), varifrån tåg mot Sverige, Köpenhamn, Trondheim, Åndalsnes och även Bergen utgick, och Vestbanestasjonen (Oslo V) som var utgångspunkt för tågtrafiken mot Larvik och Stavanger. Tåg till Bergen utgick också en tid från Oslo V. De gick då från Oslo V, via Drammen och till Hönefoss, för vidare färd mot Bergen. Sedan det sista tåget vinkades av från Vestbanen 1989, utgår alla tåg från Oslo S. Den tidigare stationsbyggnaden Østbanen står kvar i nära anslutning söder om den nya centralstationen. På Vestbanetomten byggdes istället ett nytt nationalmuseum för konst som ersätter Nasjonalmuseet for kunst, arkitektur og design på Tullinløkka, som öppnade den 11 juni 2022.

#### Lokaltrafik
Oslo fick sina första hästdragna spårvagnar 1875. År 1894 elektrifierades spårvägsnätet. Idag har Oslo Sporveier ansvaret för spårvägarna genom dotterbolaget Oslo Sporvognsdrift. Spårvagnarna benämns i dagligt tal "trikken", ett ord avlett från "elektrikken".
Oslos tunnelbana startade 1966. Tunnelbanan har 100 stationer och sex linjer och den totala spårlängden är 100 kilometer. Alla linjer mot väst är ombyggda förortståglinjer, som anslutits till Tunnelbanan i samband med att dessa 1995 knöts ihop med Tunnelbanan genom en tunnel till stationen Sentrum, sedermera Stortinget stasjon, vilken har uppgång på Karl Johan vid Egertorget. En storskalig expansion planeras med nya linjer till bland annat Fornebu och Akershus universitetssykehus, och nya stationer vid Bislett och Grünerløkka.

#### Flygplatser
Gardermoen flygplats är Oslos internationella och största flygplats. Den ligger norr om Oslo, och är Norges största och Nordens näst största flygplats. Till Gardermoen går NSB lokal och regiontåg och Flytoget (höghastighetståg) från Oslo Sentralstasjon. Lite längre ifrån Oslo ligger också två andra flygplatser: Torp flygplats på västra sidan om Oslofjorden och Rygge flygplats på östra sidan. De sistnämnda är tidigare militärflygplatser som öppnats för civil flygtrafik och trafikeras främst av lågprisflyg. Den tidigare storflygplatsen Fornebu flygplats, belägen på Snarøya, är numera plats för ett centrum för IT-företag.

#### Hamn
Hamnen är bland Nordens största med en sammanlagd kajlängd om drygt 13 km, och är Norges viktigaste för utrikeshandeln. Hemmahamn för det berömda skolfartyget Christian Radich - känt från tv-serien Onedinlinjen. 

#### Vägar

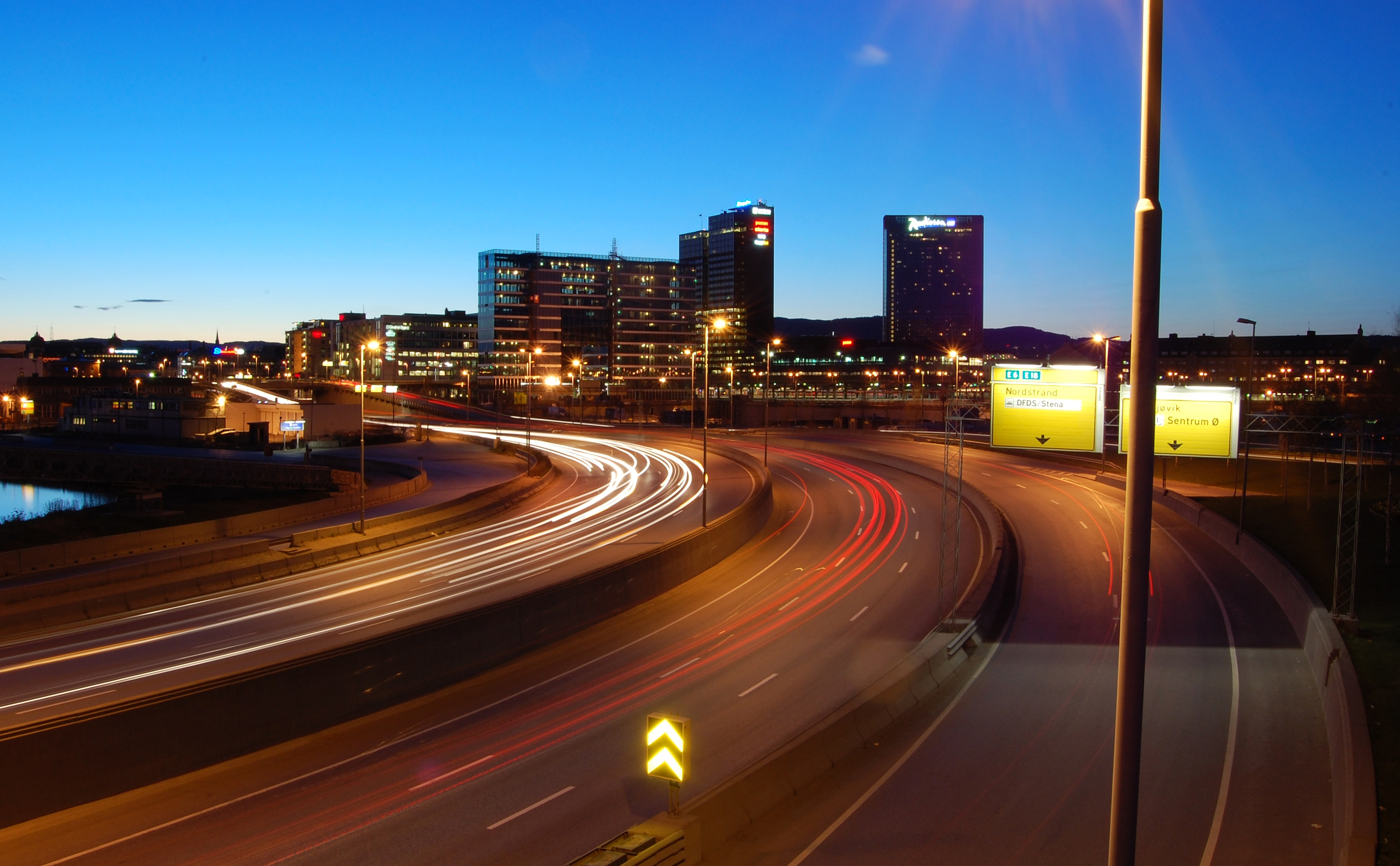
E18

Oslo genomkorsas av europavägarna E6 och E18 vilka delvis går som motorvägar igenom staden. E6 är en del av motorvägen som går från Oslo till Köpenhamn via Göteborg och är den viktiga motorvägen som leder trafiken från Norge ut i övriga Europa. För att få köra in i de centrala delarna av staden måste man betala trafikavgift, så kallad bompeng. Bompengen tas ut dygnet runt och kostar 31 NOK. Pengarna går till utbyggnad av vägar och kollektivtrafik. Stora vägutbyggnader har skett de senaste decennierna för att hantera trafiktillväxten i staden.
Runt Oslo går tre ringvägar (Ring 1, Ring 2 och Ring 3) för att avlasta det centrala vägnätet, dock går de första två tämligen centralt medan Ring 3 går i en vidare båge runt staden. E18 passerar under staden till stora delar genom en tunnel, men går söderut i en smal gatuliknande väg.

### Utbildning och forskning
Oslo har flera utbildningsanstalter. Den främsta är Universitetet i Oslo, grundat 1811. De äldsta universitetsbyggnaderna återfinns på Karl Johan och där ges endast ett fåtal kurser, av tradition i juridik samt i examen philosphicum, en förberedande kurs med filosofihistoria, argumentationsanalys och vetenskapsteori som är obligatorisk för alla universitetsstudenter i Norge. Den centrala byggnaden är universitetets aula, med frescomålningar av Edvard Munch. I universitetets aula sker immatrikuleringen, den ceremoni där varje student svär att hålla sig till de regler som omger universitetsstudierna.
Huvuddelen av all utbildning vid universitetet i Oslo sker i campusområdet Blindern.
Nära Bislett stadion ligger Bislett høgskolesenter, en samlingspunkt för flera högskolor. Där ges utbildning i bland annat journalistik, biblioteks- och informationsvetenskap, fysioterapi (sjukgymnastik), lärarutbildning.
I Nydalen, norr om centrum ligger Handelshøyskolen BI (BI, bedriftsøkonomisk institutt) med cirka 18 500 studenter (10 gånger fler än Handelshögskolan i Stockholm).
Kunsthøgskolen i Oslo med ungefär 500 studenter utbildar inom ämnen som konst, konsthantverk, teater och film.
I Oslo ligger Nasjonalbiblioteket  och Riksarkivet.

## Demografi

Befolkningsutvecklingen i Oslo 1801–2006

Kommunen har en total areal på 454,09 km², varav 426,38 km² är landareal. Folkmängden uppgick till 647 676 invånare i början av 2015. 12,5 % av Norges befolkning bor i Oslo kommun. Oslos sammanhängande bebyggelse (tätorten, Oslo tettsted) hade 1 064 235 invånare i början 1 januari 2022. Storstadsområdet (Storoslo, eller Oslo-Region) hade 1 323 244 invånare 1 januari 2015.
På 1830-talet gick Oslo om Bergen som Norges största stad. 1948 ökade arealen och invånarantalet kraftigt då grannkommunen Aker slogs ihop med Oslo.
Arbetslösheten i Oslo är låg. I augusti 2010 var 4 procent av arbetskraften i Oslo kommun arbetslös.

## Kultur och samhällsliv

### Radio och TV
Norsk Rikskringkasting, NRK, med säte i Oslo, är Norges motsvarighet till Sveriges Television SVT och Sveriges Radio. Radio- och tv-huset ligger i området Marienlyst, vid Majorstuen. Även TVNorge har sitt säte i Oslo, medan den andra stora reklamfinansierade kanalen, TV 2 har sitt huvudkontor i Bergen. TV 2 har emellertid en studio i Bjørvika där de sänder ifrån.
Lokala sändare för TV och ljudradio befinner sig i Tryvannstårnet strax bortom Frognerseteren. Dit tar man sig lätt med T-banen som passerar Holmenkollens skidanläggning.

### Teater och musik
Oslo har två dramatiska nationalscener:
- Nationaltheatret, som spelar på bokmål
- Det norske teatret, som spelar på nynorska

På musikens område har man Norges Musikkhøgskole, ett musikkonservatorium och Norges ledande symfoniorkester, Oslo filharmoniske orkester. Filharmonien utvecklades under Mariss Jansons ledning (1979–2000) till en internationellt hyllad ensemble. Operakonsten tillgodoses genom Den norske opera. Ett nytt operahus invigdes hösten 2008 i hamnområdet Bjørvika.
En nutida och särskilt framstående skildrare av Oslo är artisten och vispoeten Lillebjørn Nilsen. Nilsens texter har i över trettio år knutit an till platser, personer och personifikationer i den norska huvudstaden. 2005 belönades han med Oslo bys kulturpris. I motiveringen hette det bland annat att Lillebjørn Nilsen var den viskonstnär som mer än någon annan bidragit till Oslos kultur och dess självuppfattning, identitet och stolthet som storstad.
Jokke & Valentinerne var ett norskt rockband med Joachim Nielsen som vokalist och frontfigur. Nielsen skrev nästan alla låtar själv. Jokke uppnådde både kommersiell framgång, kultstatus och konstnärlig respekt för sina skildringar av ett Oslo-liv med alkohol, droger och depression men också goda stunder.

### Sevärdheter

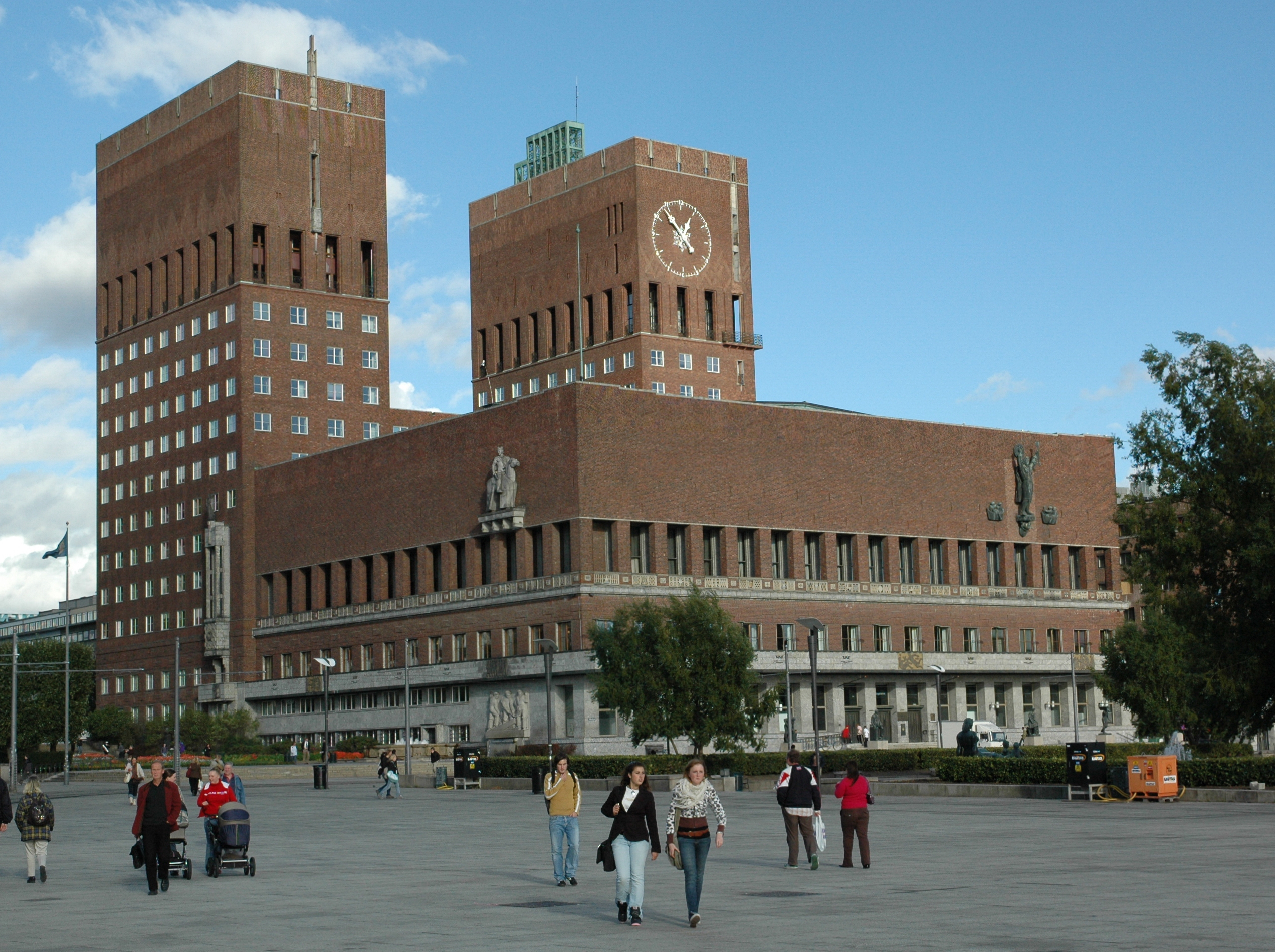
Oslo rådhus I rött tegel uppfördes 1931–1950

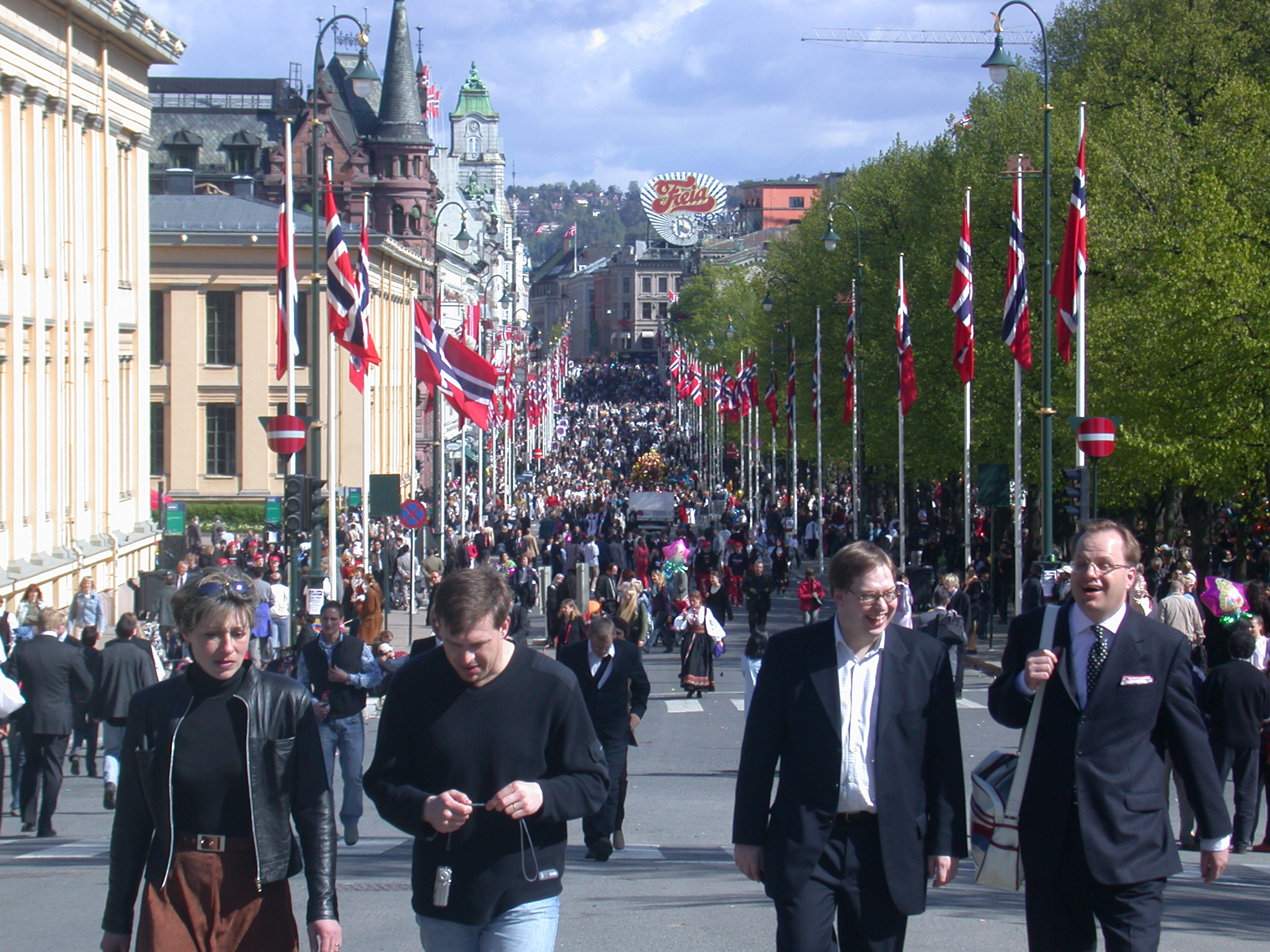
Karl Johans gate på Norges nationaldag 17 maj

Längs huvudgatan Karl Johans gate finns flera officiella byggnader: Stortinget, Slottet, Nationaltheateret, Universitetet i Oslo. Gatan präglas av ett stort folkliv. Nära gatan finns hamnen med Rådhuset och Akershus fästning. På Rådhusplassen finns Nobels Fredssenter. Slottet var länge inte öppet för allmänheten, men efter en genomgripande renovering på 1990-talet har visningar förekommit. Efter renoveringen har slottet varit kungaparets bostad. Kronprinsparet bor på Skaugum utanför Oslo. Nasjonalgalleriet har Norges största samling av målningar. Museet råkade ut för en spektakulär konstkupp då Edvard Munchs måleri Skrik (Skriet) stals den 12 februari 1994. Munchmuseet i stadsdelen Tøyen har världens största samling av Edvard Munchs konst. På Arbins gate nära Slottet finns Ibsenmuseet i Henrik Ibsens sista lägenhet. Ibsen skrev där sina sista två dramer: John Gabriel Borkmann och Når vi døde vågner. Ibsens arbetsrum har stått orört sedan diktarens död, 1906. 
I Frognerparken finns bland annat flera av skulptören Gustav Vigelands skulpturer. Skulpturparken är en helhet av monument, skulpturer och fontäner. Två av de mest kända skulpturerna är avbildningen av det skrikande barnet Sinnataggen och den 17 meter höga Monolitten som är uthuggen ur Idefjordsgranit, föreställande krälande människor staplade på hög. I parken ligger också Oslo Bymuseum. På rådhuset finns en rad skulpturer på väggarna. Av övriga statyer i stadens centrum kan nämnas: författarna Ibsen, Bjørnson och Ludvig Holberg vid Nationaltheateret; matematikern Niels Henrik Abel och feministen Aasta Hansteen i Slottsparken; kung Håkon VII av Norge nära Karl Johans gate; författaren Henrik Wergeland i parken Studenterlunden längs Karl Johan samt dekorationer på ytterväggarna av regeringsbyggnaden, utförda av Carl Nesjar i samarbete med Pablo Picasso. 
På halvön Bygdøy finns Gokstadsskeppet och Osebergsskeppet från 800-talet utställda i Vikingskipshuset. På Bygdøy finns också Bygdøy Kongsgård, Norsk Folkemuseum, Kon-Tiki-museet med Thor Heyerdahls Kon-Tiki och Fridtjof Nansens polarforskningsfartyg Fram.
Holmenkollen är ett stort vinteridrotts- och rekreationsområde utanför Oslo. Området är kanske mest känt för sin backhoppning. Hopptornet i Holmenkollbacken är 60 meter högt. I hoppbacken finns Skimuseet. Tunnelbanan Holmenkollbanen en bra utgångspunkt för utflykter till skogs- och rekreationsområdet Nordmarka. 2008 revs det gamla landmärket och hopptornet för att ersättas med ett nytt som tillsammans med en ny skidstadion stod klart till skid-VM 2011.

### Idrott
Flera stora idrottsevenemang går varje år av stapeln i Oslo varav de internationellt mest kända är skidspelen Holmenkollen skifestival och friidrottstävlingarna Bislett games – en av fjorton friidrottsgalor i tävlingskonstruktionen Diamond League. Värd för Bislett games är föreningen Bislettalliansen. Nationellt är cupfinalen i fotboll, som alltid spelas på nationalarenan Ullevaal, ett arrangemang av stor betydelse. Det lag som vinner cupen åtnjuter i Norge ett enormt anseende samt titeln norska mästare. Medlemmar av norska kungahuset brukar se finalmatchen från hedersläktaren. Cupfinalen spelas normalt om senhösten. Ett årligt återkommande arrangemang är fotbollsturneringen Norway Cup, där barn- och ungdomslag från hela världen deltar. Turneringen marknadsförde sig länge som världens största fotbollsturnering, men svenska Gothia Cup gör numera Osloturneringen rangen stridig.
Av fotbollslag från Oslo kan nämnas Vålerenga IF som normalt hör hemma i den norska fotbollens översta division, Eliteserien. I Oslos närhet håller även två andra lag från högsta ligan till: Stabæk och Lillestrøm. Även Lyn har varit uppe i högsta serien men gick i konkurs, ombildades och fick börja om i en lägre division. IL Koll har varit framgångsrikt i flera sporter som orientering, backhoppning och volleyboll.
Flera motionslopp löps varje år i norska huvudstaden: Grete Waitzløpet, Sentrumsløpet samt Holmenkollstafetten, den sista med målgång på anrika Bislett stadion, byggd till de olympiska vinterspelen 1952 i Oslo, där Norge blev bästa nation. Bislett stadion renoverades 2005. Ombyggnaden gav förutom en allmän modernisering ytterligare två löparbanor, vilket innebar en ökning från 6 stycken till 8. Förr var Bislett en klassisk arena för hastighetsåkning på skridsko där många internationella mästerskap arrangerades. Sedan skridskohallen Vikingskipet i Hamar stod färdig har emellertid skridskosporten övergett huvudstaden. En mindre arena med skridskomöjligheter är Valle Hovin som ligger ett stycke öst om Oslo centrum.

### Smeknamn
Tigerstaden är ett smeknamn på Oslo. Första litterära belägg är från dikten Godt mot (1870) av Bjørnstjerne Bjørnson. Det var ursprungligen menat att beskriva Oslo som en farlig stad, men namnet uppfattas idag som något positivt.
Under år 2000 utplacerades det en rad statyer eller skulpturer med tigrar runt om i staden. Bland annat på Fridtjof Nansens plass framför Oslo rådhus och en stor bronsstaty av en tiger restes på Jernbanetorget framför Oslo Sentralstasjon.